# Dzidra Ritenberga
Dzidra Ritenberga est une actrice et réalisatrice lettonne et soviétique née le 29 août 1928 et morte le 9 mars 2003 .

## Biographie
Dzidra Ritenberga est née à Mežildzere. Elle fait ses études au studio du théâtre dramatique à Riga qu'elle finit en 1948. Elle travaille ensuite au théâtre de Liepāja, puis, en 1957, au Théâtre russe de Riga. De 1962 à 1975, au Théâtre d'art de Moscou. En 1974, elle obtient le diplôme de réalisatrice au conservatoire national de Lettonie et tourne 8 films en tant que réalisatrice à Riga Film Studio (1975-1990).
En 1958, Ritenberga devient membre de l'association cinématographique lettonne, depuis 1966, membre du parti communiste.
L'actrice était mariée avec Evgueni Ourbanski (1932-1965), dont elle a une fille Yevgenia.
Dzidra Ritenberga est inhumée au cimetière de la Forêt à Riga.

## Prix et récompenses
Dzidra Ritenberga reçoit la Coupe Volpi pour la meilleure interprétation féminine lors de la Mostra de Venise 1957 pour Malva.

## Filmographie

### comme actrice
- 1956 : Malva de Vladimir Braun
- 1956 : Pēc vētras de Eduards Penclins et Fiodor Knorre
- 1956 : Cēloņi un sekas de Varis Krūmiņš
- 1959 : Atbalss de Varis Krūmiņš
- 1960 : Tava laime de Ada Neretniece
- 1967 : Cīruļi atlaižas pirmie de Māris Rudzītis
- 1969 : Trīskārtējā pārbaude de Aloizs Brenčs
- 1970 : Crime et Châtiment (Prestuplenie i nakazanie) de Lev Koulidjanov
- 1971 : Kara ceļa mantinieki de Varis Krūmiņš
- 1972 : Lielais dzintars de Aloizs Brenčs
- 1974 : Dunduriņš de Boļeslava Ruža
- 1974 : Uzbrukums slepenpolicijai de Oļģerts Dunkers
- 1975 : Mans draugs - nenopietns cilvēks de Jānis Streičs
- 1975 : Paradīzes atslēgas de Aloizs Brenčs
- 1976 : Meistars de Jānis Streičs
- 1977 : Atspulgs ūdenī de Andris Rozenbergs
- 1977 : Kļūstiet mana sievasmāte! de Kārlis Mārsons
- 1981 : Le long chemin dans les dunes (Ilgais ceļš kāpās) de Aloizs Brenčs
- 1981 : Se souvenir ou oublier (Atcerēties vai aizmirst) de Jānis Streičs
- 1982 : Le Riche et le Pauvre (Turtuolis, vargšas...) d'Arūnas Žebriūnas : Mme Lucia
- 1983 : Dārzs ar spoku de Oļģerts Dunkers
- 1984 : Durvis, kas tev atvērtas de Pēteris Krilovs
- 1987 : Ja mēs visu to pārcietīsim de Rolands Kalniņš
- 1987 : Apstākļu sakritība de Vija Beinerte

### comme réalisatrice
- 1976 : Cette porte du balcon dangereuse  (Šīs bīstamās balkona durvis) Riga Film Studio.
- 1979 - Trīs minūšu lidojums
- 1980 - Vakara variants
- 1982 - Pats garākais salmiņš
- 1985 - Svešs gadījums
- 1986 - Pēdējā reportāža
- 1988 - Māja bez izejas
- 1990 - Valsis mūža garumā